# Silvia Cherem
Silvia Cherem Sacal (Ciudad de México, 14 de junio de 1961) es una periodista y escritora judía mexicana.

## Biografía
Es hija del ingeniero José Cherem Haber y de Linda Sacal Micha. Estudió la carrera de Ciencias de la Comunicación en la Universidad Anáhuac. Obtuvo el título con una tesis sobre las agencias de noticias en México que logró el primer lugar en el 10º concurso de tesis profesionales de la Cámara de Comercio de la Ciudad de México en la categoría Periodismo. Posteriormente, obtuvo el grado de maestra en Sociología por la Universidad Iberoamericana.

## Trayectoria
Cherem es autora de once libros y numerosos artículos y entrevistas a personalidades. Recibió el Premio Nacional de Periodismo en el año 2005 por su crónica "Yo sobreviví al tsunami", en la cual relató la historia de Karen, una mexicana que sobrevivió al terremoto del Océano Índico de 2004.
Su primer artículo "Chiapas, la otra versión, lo sabíamos todos" apareció en 1994 en el periódico Reforma. Se trata de una serie de entrevistas y reportajes con los campesinos de Chiapas propietarios de tierras que se manifestaron frente a la Secretaría de Gobernación, tras la insurrección armada de ese año, pues se decían víctimas de los zapatistas.
En 1994 comenzó a publicar crónicas seriadas, entrevistas de largo aliento y reportajes especiales de temáticas nacionales e internacionales de índole cultural, política, científica y social, en los periódicos del Grupo Reforma. Ha entrevistado a referentes de la vida y la cultura israelí. También ha entrevistado figuras como Octavio Paz, Francisco Toledo, Leonora Carrington, José Luis Cuevas, Vicente Rojo, Juan Soriano, Gilberto Aceves Navarro, Manuel Felguérez, Alberto Gironella, Teodoro González de León, Joy Laville, Javier Marín, Julio Galán, Gabriel Macotela, Arturo Rivera., Shimon Peres,  Amos Oz, David Grossman, AB Yehoshúa, Etgar Keret, Eshkol Nevo y Zeruya Shalev, Nadine Gordimer,  Daniel Barenboim, Elie Wiesel, Enrique Krauze, Elena Poniatowska, Vicente Leñero y Cuauhtémoc Cárdenas.
En 2014 recibió la Medalla Liderazgo Anáhuac en Comunicación.
Fue Presidenta del Foro Internacional de Mujeres.
Ha colaborado con medios como Caras, Mileno, Gatorpardo, Financiero, Reforma,  Expansión, Travesías y Revista de la Universidad de México.
En 2021 recibió un premio al “Libro inspirador del año” por parte de los International Latino Book Awards  por su obra Ese instante.
En 2022 fue nombrada Mujer del Año  por el Patronato Nacional de la Mujer del Año.
Cherem quedó tres veces semifinalista del Premio Nuevo Periodismo de la Fundación para un Nuevo Periodismo Iberoamericano fundada por Gabriel García Márquez.
Recibió el Premio Instituto Cultural México -Israel y el Premio Mujer Maguén David.
Su libro Trazos y revelaciones es producto de las entrevistas realizadas a los más importantes artistas plásticos mexicanos del siglo XX: Vicente Rojo, José Luis Cuevas, Leonora Carrington, Joy Laville, Francisco Toledo, Gilberto Aceves Navarro, Manuel Felguérez, Alberto Gironella, Roger von Gunten y Juan Soriano. Su entrevista a Octavio Paz forma parte de las Obras Completas del Nobel publicadas Círculo de Lectores y FCE, 1997.
Entre sus publicaciones producto de sus entrevistas destacan Una vida por la palabra. Entrevista a Sergio Ramírez; Al grano. Vida y visión a los fundadores de Bimbo, para el cual entrevistó intensamente a Lorenzo Servitje, a su hermano Roberto y su cuñado Jaime Jorba; Por la izquierda. Medio siglo de historias en el periodismo contadas por Granados Chapa; e Israel a cuatro voces, que contiene entrevistas con Amos Oz, David Grossman, A.B. Yehoshua y Etgar Keret.
Es autora de: Entre la historia y la memoria (2000), Trazos y revelaciones. Entrevistas a diez pintores mexicanos (2004), Una vida por la palabra. Entrevista a Sergio Ramírez (2004), Examen final. La educación en México 2000-2006 (2006), Por la izquierda. Medio siglo de historias en el periodismo mexicano contadas por Granados Chapa (2010), Israel a cuatros voces. Conversaciones con David Grossman, Amos Oz, A.B. Yehoshúa y Etgar Keret (2013), Cien rebanadas de sabiduría empresarial (2016), Esperanza Iris (2018), Ese instante (2021) que lleva varias reediciones y Al grano. Vida y visión de Lorenzo Servitje, fundador de Bimbo (2023).
Es coautora de Imágenes de un encuentro. La presencia judía en México durante la primera mitad del siglo XX (1992). Su entrevista a Octavio Paz titulada “Soy otro, soy muchos”, forma parte del tomo 15 de las Obras completas del Nobel de Literatura. En tres ocasiones ha sido semifinalista del Premio Nuevo Periodismo de la Fundación para un Nuevo Periodismo Iberoamericano.
Su novela Esperanza Iris narra la historia de La Tiple de Hierro y de su tragedia por la bomba puesta por su esposo, Paco Sierra, en un avión de Mexicana de Aviación en septiembre de 1952.
En 2024 publicó el libro “Por nuestras libertades” de la editorial Penguin Random House.

## Premios y reconocimientos
- Primer lugar en el Concurso Nacional de Tesis de Periodismo convocado por la Cámara Nacional de Comercio, 1986.
- Segundo lugar en el Tercer Concurso Nacional de Periodismo Periodista Rubén Pabello Acosta, convocado por el Diario de Xalapa, 1995
- Tres veces finalista del premio de la Fundación Nuevo Periodismo Iberoamericano fundada por García Márquez (2001, 2004, 2005).
- Primer lugar, crónica de viajes, Revista Travesías, 2002.
- Premio Nacional de Periodismo. Categoría Crónica, 2005.
- Medalla Liderazgo Anáhuac en Comunicación, 2012.
- Premio al libro Ese Instante de Silvia Cherem por el International Latino Book Awards, como el más inspirador del año. 2021
- Mujer del Año, 2022

## Obra
- Cherem, Silvia. Entre la historia y la memoria. 2000. Conaculta
- Cherem, Silvia. Trazos y revelaciones. Entrevista a diez artistas mexicanos. 2003. Fondo de Cultura Económica
- Cherem, Silvia. Una vida por la palabra. Entrevista a Sergio Ramírez. 2004. Fondo de Cultura Económica
- Cherem, Silvia. Examen final. La educación en México (2000-2006). 2006.  DGE/El Equilibrista
- Cherem, Silvia. Por la izquierda. Medio siglo de historias en el periodismo mexicano contadas por Granados Chapa. 2010. Khálida Editores
- Cherem, Silvia. Israel a cuatro voces. 2013. Khálida Editores
- Cherem, Silvia. Al grano. Vida y visión de los fundadores de Bimbo. 2016. Planeta
- Cherem, Silvia. Esperanza Iris. Traición a Cielo Abierto. 2017. Aguilar
- Cherem, Silvia. 100 rebanadas de sabiduría empresarial. Conecta. 2018.
- Cherem, Silvia  Ese Instante. Aguilar, 2021.
- Cherem, Silvia. Al Grano. Vida y visión de Lorenzo Servtije. Fundador de Bimbo Conecta, 2023